# John Hinostroza
John Hinostroza Guzmán (Lima, 22 de febrero de 1979) es un exfutbolista peruano. Jugaba de mediocampista y tiene 46 años. Es hermano menor del exfutbolista Paulo Hinostroza y tío del también futbolista Hernán Hinostroza Vásquez.

## Trayectoria
John Hinostroza se inició en las divisiones menores de Alianza Lima. Juega de volante de contención y fue fundamental en el campeonato conseguido por la Universidad San Martín en los años 2007, 2008 y 2010. Actualmente milita en la Universidad César Vallejo de Trujillo.

## Clubes
| Club                      | País | Año         |
| ------------------------- | ---- | ----------- |
| Alianza Lima              | Perú | 1999-2000   |
| Estudiantes de Medicina   | Perú | 2001        |
| Alianza Lima              | Perú | 2002        |
| Estudiantes de Medicina   | Perú | 2003        |
| Unión Huaral              | Perú | 2004-2005   |
| Universidad San Martín    | Perú | 2005-2011   |
| Universidad César Vallejo | Perú | 2012-2014   |
| Unión Huaral              | Perú | 2015 - 2016 |

## Palmarés
| Título                    | Club                   | País | Año  |
| ------------------------- | ---------------------- | ---- | ---- |
| Torneo Clausura           | Alianza Lima           | Perú | 1999 |
| Primera División del Perú | Universidad San Martín | Perú | 2007 |
| Primera División del Perú | Universidad San Martín | Perú | 2008 |
| Primera División del Perú | Universidad San Martín | Perú | 2010 |